# Inverness (Floride)
Pour les articles homonymes, voir Inverness.
La ville d’Inverness est le siège du comté de Citrus, dans l’État de Floride, aux États-Unis. Sa population, qui s’élevait à 7 210 habitants lors du recensement de 2010, est estimée à 7 414 habitants en 2019. 

## Démographie
| Groupe            | Inverness | Floride | États-Unis |
| ----------------- | --------- | ------- | ---------- |
| Blancs            | 88,2      | 75,0    | 72,4       |
| Afro-Américains   | 5,9       | 16,0    | 12,6       |
| Asiatiques        | 1,7       | 2,4     | 4,8        |
| Métis             | 2,3       | 2,5     | 2,9        |
| Autres            | 1,5       | 3,7     | 6,4        |
| Amérindiens       | 0,4       | 0,4     | 0,9        |
| Total             | 100       | 100     | 100        |
|                   |           |         |            |
| Latino-Américains | 6,5       | 22,5    | 16,7       |

Selon l’American Community Survey, pour la période 2011-2015, 93,84 % de la population âgée de plus de 5 ans déclare parler l'anglais à la maison, 3,31 % déclare parler l'espagnol, 0,6 % l'ourdou et 2,25 % une autre langue.

## Jumelage
Inverness (Écosse).